# Аф-Пак
Аф-Пак (англ. AfPak) — неологизм, используемый преимущественно в англоязычных внешнеполитических кругах и публицистике для обозначения Афганистана и Пакистана как единого театра военных действий. Этот термин был введён администрацией Обамы в отношении Афганистана и Пакистана в 2008 году с целью обозначить единую политическую и военную ситуацию в регионе, а также направление борьбы с терроризмом В 2017 году администрация Д.Трампа расширила региональные рамки афганской политики до создания стратегии в Южной Азии, с уклоном в экономическое усиление Индии в Афганистане. Новый подход стал называться "АфПакИндия"..

## Описание
Целью этой политики является ведение войны в этих странах против Аль-Каиды и Талибана. Это политическое решение представляет собой переход от предыдущих методов воспринимать Афганистан как независимую проблему к борьбе с радикальным исламистским подпольем Пакистана.
Термин широко критикуется пакистанскими властями. Многие пакистанцы[кто?] крайне негативно воспринимают то, что американцы ассоциируют их страну с нищим и разграбленным в ходе гражданской войны Афганистаном.